# Dolmen des Follets
Der Dolmen des Follets ist ein „Dolmen angevin“ westlich von Saint-Gravé. Der Dolmen befindet sich bei Le Beauchat, südlich der Straße D777 am Rande des Waldes Cancouët, in den Landes de Lanvaux, an der Grenze der Gemeinden Saint-Gravé und Rochefort-en-Terre bzw. Pluherlin im Département Morbihan in der Bretagne in Frankreich. Dolmen ist in Frankreich der Oberbegriff für neolithische Megalithanlagen aller Art (siehe: Französische Nomenklatur).

## Beschreibung
Der Dolmen vom „Typ angevin“ stammt etwa von 3000 v. Chr. Er hat eine rechteckige Kammer von etwa 4,3 × 2,5 m und besteht aus sechs Tragsteinen aus Granit, die eine große Deckenplatte tragen. Zwei kleinere Deckenplatten liegen am Boden und ein weiterer nicht tragender Stein existiert in situ, aber das Eingangsportal fehlt.